# Ceramidia phemonoides
Ceramidia phemonoides är en fjärilsart som beskrevs av Heinrich Benno Möschler 1854. Ceramidia phemonoides ingår i släktet Ceramidia och familjen björnspinnare. Inga underarter finns listade i Catalogue of Life.